# Gávavencsellő
Gávavencsellő nagyközség Szabolcs-Szatmár-Bereg vármegyében, az Ibrányi járásban. A korábban önálló Gáva és Vencsellő települések egyesítésével jött létre. A Tokaj és Nyíregyháza turisztikai térség része.

## Fekvése
A vármegye északnyugati szélén fekszik, a Tisza bal parti oldalán, Ibránytól mintegy 15 kilométerre nyugatra, Rakamaztól 20, Tokajtól pedig 25 kilométerre északkeletre. A megyeszékhely Nyíregyházától körülbelül 30 kilométerre északnyugatra található.
Az egykor önálló települések közül Gáva ma a keleti, Vencsellő pedig a nyugati településrészét képezi. Aránylag nagy kiterjedésű, jobbára lakatlan külterületi településrész tartozik hozzá a Tisza jobb parti oldalán.
A közvetlen szomszédos települések: észak felől Györgytarló, kelet felől Tiszabercel, délkelet felől Buj, dél felől Nyírtelek, délnyugat felől Tiszanagyfalu és Rakamaz, nyugat felől Balsa, északnyugat felől pedig Kenézlő. Györgytarló és Kenézlő is a Tisza jobb parti oldalán fekszik, így azokkal nincs közvetlen közúti kapcsolata.

### Megközelítése
A vízitúra-útvonalakat leszámítva ma csak közúton érhető el, Szabolcs vagy Nagyhalász-Paszab érintésével, a 3821-es úton. Lakatlan (bodrogközi) külterületeit érinti a 3803-as és a 3811-es út is. Határa délen egészen a 38-as főútig nyúlik, így érinti még az abból dél felé kiágazó 3635-ös út is. Csak a 38-as főútról érhető el Paszabcsúcs nevű, különálló településrésze, a 38 131-es számú mellékúton.
2009-es bezárása előtt áthaladt a községen a Nyírvidéki Kisvasút balsai vonala is. A vonalnak három megállási pontja is volt a település területén (Nyíregyháza felől: Gávavencsellő felső, Gávavencsellő és Gávavencsellő alsó), ezeket közúton jobbára a 38 311-es számú mellékút szolgálta ki.

## Története
A két szomszédos település, Gáva és Vencsellő számtalan szállal kötődött egymáshoz. 1970 első felében a Magyar Szocialista Munkáspárt Központi Bizottsága a tanácshálózat korszerűsítését határozta el, ami a gyakorlatban községek (és azok tanácsai) összevonását jelentette, az egyesített, esetenként nagyközségi rangot elérő tanácsok pedig magasabb szintű gazdasági önállóságot is biztosíthattak. Ennek jegyében egyesítette a Magyar Népköztársaság Elnöki Tanácsa Gáva és Vencsellő községeket is, Gávavencsellő néven, a 9/1971. számú határozatával; az egyesítés 1971. április 25-én jött létre.

### Gáva
A község az eredetére nézve egyike e környék legrégebbi településeinek. A vidék földrajzi, éghajlati jellegét, talajösszetételét, állat- és növényvilágát a múltban a Tisza folyóvizének közelsége és gyakori kiáradása, kiöntései határozták meg.
A Tisza holtágai, a vízzel telt laposok és kiterjedt nádasok halat s vadat kínáltak itt a lakosoknak, de a pásztorkodó nép is talált itt legelőket és sűrű erdőket egyaránt. A község dombos, homokos, víz menti tájain már az őskorban is letelepedett az ember, és megépítette itt kezdetleges kunyhóit nádból, vesszőből és sárból, mint ma is a paticsfalat.
Már a honfoglalás előtti időben is laktak ezen a vidéken emberek, erről tanúskodik egy, a 2. századból származó kis pénzdarab, amit egy gávai lakos a Prinyi-halmon talált, s amely aztán a református lelkész segítségével a debreceni múzeumba került.
1957-ben muzeológusok ásatásokat végeztek a régi Csespes-dombon (mai vásártér), amelynek eredményeként közel 50 honfoglalás kori sírra bukkantak, amelyekből emberi és állati csontokon kívül sok akkori használati tárgy (kengyel, kard stb.) is felszínre került. Az is valószínűnek látszik, hogy ezt a vidéket a honfoglalást megelőző időkben a dákok lakták, mert a mai község területe a régi Dáciának nyugati határvidékére esett, aminek emlékét a község belterületén az Őrhegy őrizte.
Gáva községről már 1304-ből származnak írásos emlékek a pápai tizedlajstromban, nevének eredete kétes: A Gawa, Gauga, Dana szókra utal, ami értelemszerűen Őrhegyet jelent. Gáva község a széthordott Őrhegyről kapta nevét, amely magaslat a szabolcsi várnak volt őrállomása.
A népvándorláskori időben a szlávok és morvák kezére jutott a vidék, akiktől 896 táján Szabolcs és Tas vezérek foglalták el, valószínűleg Gáva település helyét is.
Gáva a vármegye egyik legrégibb települése, valószínűleg az I. István által alapított szabolcsi várispánság birtoka volt. A községnek a vármegye történetében többször jutott nagyobb szerep. A tatárjárás után a szabolcsi várispánság megszűnt és a hozzátartozó birtokok és települések királyi adományozással Kállóhoz kerültek, mivel 1245-től kezdve Kálló lett a megyeszékhely.
Valamennyi része megmaradt a várjobbágyokból nemesekké lett birtoklói kezén, mert 1380-ban már egy Gávai nevű család is birtokolt belőle.
Ebben az időben 1/3 részét Gut-Keled nemzetségből származó, és a Nagykálló melletti Butka-birtokról elnevezett Butkai, más néven Varsányi család birtokolta.
A XVI. század utolsó harmadában az egri hős, Dobó István utódai mellett a Gávai és Csűri családok voltak a számottevőbb birtokosai.
A XVII. század első évtizedeiben két részből, Nagy- és Kisgávából álló falu birtokosai közösek voltak, a régiek mellett a Mezőssy, a Liptay, a Gecző és a Lórántffy, valamint a közeli Bercelen élő Bessenyei-család is földesurai között volt.
1720-ban összesen 8 jobbágyháztartást tartottak nyilván Gáván. A Rákócziak részbirtokát Körössy György, I. Rákóczi Ferenc udvarmestere kapta meg, ez 1733-ban, halála után a kincstárra szállott. A kincstár mellett gr. Teleki és Bessenyei családok voltak a számottevőbb földesurai, de mellettük még tíz részbirtokosa volt.
Történelmi tapasztalat mutatja, hogy az egyes települések, falvak anyagi és társadalmi helyzetét, kultúrájának formálódását sok esetben az ott élő, kiemelkedő földbirtokos családnak a jelenléte, politikai súlya és tekintélye határozta meg.
Így Gáva történelmében is kiemelkedő szerep jutott neves családoknak. Jelentőségüket máig őrzik írásos emlékek.

### Vencsellő
Vencsellő szintén egyike a legrégibb szabolcsi településeknek, a XI-XII. században keletkezett. Nevét az 1067. év körüli időkben Wensellev alakban írták. A Vencel névhez fűződik az a monda, amelyet Tompa Mihály 1846-ban dolgozott fel; A két íjász című művében Vencsellő és Kenézlő eredetére kereste a választ. Művében Vencel német, Kenéz pedig magyar lovag, akik a király leányáért nyíllal párbajoznak. A győztes Kenéz lett, s a hely, ahol ő állt seregével, a Kenézlő nevet kapta.
"A földet, melyen elhullt Vencel kegyetlenül: Kenéz kíséretének engedte át lakhelyül. S hol Vencel lőtt: Vencsellő építteték, s maig lakóinak ajkiról más hon nyelve hallatik."
A mondának nincs történeti alapja, de ma is gyakorta emlegetik.
A történelemből tudott, hogy I. László király az 1092-ben Szabolcs várában megkezdett zsinatot Vencsellőn fejezte be.
A község területéről kő-, réz-, bronz- és népvándorlás kori tárgyakat őriz a nyíregyházi Jósa András Múzeum. Első telepesei az avar törzsek, az ősbesenyő nép lehetett. 1326 előtt Gut-Keled nemzetséghez tartozott a község, 1373-ban a Báthoryak kezébe került. 1598-ban a Báthoryak Tímárral együtt Bessenyei Mihálynak adták el a községet.
A XVII. században Rákócziak voltak birtokosai. A Rákóczi-szabadságharc alatt szinte elnéptelenedett a falu, 1720-ban csupán 4 jobbágycsalád élt itt. Csak az 1730-as évek elején kezdte a kincstár benépesíteni, mint kamarai birtokot. Az 1772-ben felvett urbárium szerint a telepesek nagyrészt magyarok voltak.
A XVII. század végén a falut a Dessewffy-család vette meg, és ők telepítették be a németeket 1785-ben, akik 2-3 emberöltő alatt elmagyarosodtak. 1850-ben már 2478-an laktak itt. 1870-ben határa 4513 kat. hold volt, 286 lakóházban 2465 lakos élt. A betelepített svábok igen szorgalmas emberek voltak.
A magyar történelem bővelkedik harcokban, megpróbáltatásokban. Virányi Ferenc huszártábornak 1868. január 8-án született Vencsellőn, római katolikus szülőktől. Édesapja Virányi János, édesanyja Ribáry Mária. Gimnáziumi tanulmányait Podolinban és Kassán végezte. A 6. gimnáziumi osztályból 1883-ban a Ludovika Akadémia tényleges állományú tisztképző tanfolyamába megyei alapítványi helyen nyert felvételt. Az akadémiát 1887. augusztus 18-án igen jó eredménnyel végezte el. Felavatása után a 13. huszárezredben, mint hadapród tiszthelyettes szolgált, majd áthelyezték a váci 6. honvéd huszárezredhez. Hadnagy lett 1888. augusztus 18-án, majd igen jó eredménnyel elvégezte a központi lovas iskolát. 1899-ben áthelyezték az aradi 3. honvéd huszárezredhez, ahol ezredségtiszt, majd altiszti iskola parancsnok lett. 1891. május 1-jén főhadnaggyá lépett elő. 1892-ben bevezényelték a felsőbb tiszti tanfolyamba, s annak is igen jó eredménnyel történő elvégzése után tanár lett a Ludovika Akadémián. Itt 5 évig volt lovagló tanár és a lovassághoz törekvő növendékek parancsnoka. 1897. augusztus 18-án áthelyezték a marosvásárhelyi 9. honvédhuszár ezredhez. 1897. november 1-jén századossá lépett elő. 8 éven át itt tevékenykedett, majd 1904-ben Budapestre vezényelték, hol mint tanár és lovasönkéntes parancsnok tevékenykedett 4 évig. Innen a Ludovika Akadémiára helyezték át és lett az akadémia lovagló tanára és a lovas kiképzés vezetője. 1910. május 1-jén őrnagy lett, 3 évvel később pedig alezredes. A mozgósításkor 1914. augusztus 1-jén bevonult a marosvásárhelyi 9. honvéd huszárezredhez, mint osztályparancsnok, de már szeptember 7-én ezredparancsnok lett. 1914-1918 között részt vett a Galoeziai és a Bukovinai, valamint az Erdélyi harctér majdnem összes hadműveleteiben. 1921. augusztus 1-jén tábornokká léptették elő. Halálának idejéről és helyéről nincsen pontos adatunk, számításaink szerint hosszú élettel ajándékozta meg a sors.
Vencsellő életében is jelentős szerepet töltött be az egyház. A római katolikus plébániaházat Dessewffy Ágoston építette 1826-ban. A Dessewffyek kétségtelenül az arisztokraták közé tartoztak. A hagyomány szerint a már grófi címet viselő Dessewffy Sámuel volt az, aki itt elsőként letelepedett, és vagyona folytán a falu földesura, illetve a római katolikus egyház kegyura is lett.
Idejövetelükig csak a görög katolikus és református egyházak bírtak templommal és gyülekezettel.
A svábok betelepítése folytán aztán megerősödött és felszaporodott a római katolikusok száma is.
A legrégebbi temető bejáratánál áll egy emlékkereszt, rajta a következő felirat: Engesztelő áldozatul állították a jó öregek sírja fölé a hálás gyermekek 1844-ben.
Ez a felirat arra enged következtetni, hogy a betelepített jó öregek ekkor már mind halottak voltak, és az évszám igazolni látszik a hagyományt, miszerint 1784-ben jöttek ide a svábok, kb. 40 család Elzász-Lotharingiából. Az emlékkeresztet egy emberöltő után, 1844-ben állították fel.
A plébánia alapításának éve 1786. A templom 1834-ben, a parókia 1826-ban épült Dessewffy Ágoston kegyurasága idején. Első plébánosukat Kinczel Antalnak hívták, aki a letelepített svábokat igyekezett földhöz juttatni, úgy, hogy a betelepült családok ingyen kaptak portákat és jutányosan földeket. Egy kis kápolna volt a szentélyük a Kápolna utcában, amely az Új-Vencsellő nevet is kapta szemben a Tisza mentén létesült Ó-Vencsellővel

## Címere
A címer tervezésénél alapul vették a régi jelképeket: Újvencsellő 1792. évi pecsétnyomatát, illetve Gáva 1777-es pecsétjét.
A vörös alapú címerpajzsot kettéválasztó ezüst pálya a községünket átszelő Tisza jelképe. A felsőrészén aranyszínű nyíl kuratóriumi döntés alapján Vencsellő jelképe, az alsó részén található aranyszínű hétszirmú virág az 1777-es gávai címerből származik.
A pajzsot aranyszínű növényi díszítmény veszi körül, melynek tetejét 5 ágú korona díszíti. A korona szintén ősi jelkép, mind a gávai, mind a vencsellői címeren megtalálható volt.
Az ősi jelképek, s ezekből kialakított új szimbólumok is hozzájárulnak községünk hírnevének öregbítéséhez és hagyományainak őrzéséhez.

## Önkormányzat és közigazgatás

### Polgármesterei
A község polgármesterei a rendszerváltás óta a következők voltak:
- 1990–1994: Karakó László (független)[5]
- 1994–1998: Karakó László (FKgP-KDNP-MDF-LPSZ–VP)[6]
- 1998–2002: Karakó László (Fidesz-FKgP-MDF-MKDSZ-VP)[7]
- 2002–2006: Karakó László (Fidesz-MDF-MKDSZ)[8]
- 2006–2010: Karakó László (Fidesz-KDNP-Kisgazda Polgári Egyesület-MDF-VP)[9]
- 2010–2014: Vojtó Mihályné (független)[10]
- 2014–2018: Vojtó Mihályné (független)[11]
- 2018–2019: Berecz János (Fidesz-KDNP)[12]
- 2019–2024: Berecz János (Fidesz-KDNP)[13]
- 2024– : Berecz János (Fidesz-KDNP)[2]

A rendszerváltás utáni időszak első gávavencsellői polgármestere, Karakó László 1988–1990 között tanácselnökként is vezette a települést, később egy időben a Fidesz színeiben politizált.
2018. szeptember 9-én időközi polgármester-választást (és képviselő-testületi választást) tartottak a községben, az előző képviselő-testület feloszlása, valamint a polgármester lemondása miatt. A választáson a 2018. június 15-én lemondott polgármester is indult, de alulmaradt egyetlen ellenfelével, Berecz János korábbi önkormányzati képviselővel szemben.

## Népesség
A település népességének változása:
| Lakosok száma | 3528 | 3514 | 3481 | 3359 | 3320 | 3286 | 3278 |
|               | 2013 | 2014 | 2015 | 2021 | 2022 | 2023 | 2024 |

2001-ben a település lakosságának 97%-a magyar, 3%-a cigány nemzetiségűnek vallotta magát.
A 2011-es népszámlálás során a lakosok 91,9%-a magyarnak, 5,1% cigánynak, 2,3% németnek mondta magát (8,1% nem nyilatkozott; a kettős identitások miatt a végösszeg nagyobb lehet 100%-nál). A vallási megoszlás a következő volt: római katolikus 41,7%, református 22%, görögkatolikus 16,3%, evangélikus 0,4%, felekezeten kívüli 5,8% (13,4% nem válaszolt).
2022-ben a lakosság 90,4%-a vallotta magát magyarnak, 7% cigánynak, 3,4% németnek, 0,2% ukránnak, 0,1% bolgárnak, 0,1% románnak, 1,1% egyéb, nem hazai nemzetiségűnek (9,5% nem nyilatkozott; a kettős identitások miatt a végösszeg nagyobb lehet 100%-nál). Vallásuk szerint 29,4% volt római katolikus, 22,1% református, 12,1% görög katolikus, 1,4% egyéb keresztény, 0,2% evangélikus, 7,2% felekezeten kívüli (26,9% nem válaszolt).

## Rendezvények
A település jelenlegi rendezvényei:
- Gávavencsellői Mandala Nyár:

Ingyenes, szabadtéri színházi előadás Gávavencsellő Nagyközség Önkormányzatának szervezésében.
- Tiszai Challenge:[18]

10 kilométeres nyílt vízi úszás a Tisza gávavencsellői szakaszán. Nem verseny, hanem kihívás, közös úszás kajakok, kenuk, csónakok, SUP-ok kíséretében. Ki-ki a maga tempójában csoroghat le a Tiszán Tiszaberceltől egészen Balsáig.
- Szent István napok/Krumplifesztivál

## Közlekedés
A nagyközséget közúton és tömegközlekedéssel is meg lehet közelíteni.
- Tömegközlekedéssel: A Trans-Vonal Kft. illetve a MÁV-Volánbusz Zrt. járatain keresztül.
- Autópályáról: M3 -> 338-as út (Nyugati elkerülő) -> 3823-as út (Tiszabercel irányába)-> 3821-es út (Tiszaberceli elágazásnál, Rakamaz irányába)

## Nevezetességei
- Dessewffy-kastély A Dessewffyek Vencsellőn épült kastélyának magja egy a 18. század második felében készült barokk kiskastély, amely mellé egy másik kastélyt építettek klasszicista stílusban a 19. század elején. A két épületet 1898-ban összeépítették. 1944-ben kápolnájának tornyát felrobbantották, ekkor bal oldalszárnyát és udvari oszlopcsarnokát lebontották. 1950-ben erősen átalakították.
- Nyírvidéki Kisvasút

## Híres emberek
- Itt az egykori Ó-Vencsellőn született 1837 szeptember 22-én Vályi János, eperjesi görögkatolikus püspök.
- Itt született Komócsy József (Vencsellő, 1836. március 25. – Budapest, 1894. június 19.) –   költő, újságíró
- Itt járt iskolába Cserhát József Batsányi-díjas költő (1915–1969)
- A település szülötte Kozák András (1943–2005) Kossuth-díjas színművész.
- Itt született Pásztor József (1957–), a Békéscsabai Előre emblematikus labdarúgója és edzője, 9-szeres válogatott
- Itt nevelkedett Seres János, sokszoros válogatott salakmotor versenyző (1960.-)[forrás?]